# 陽春麵

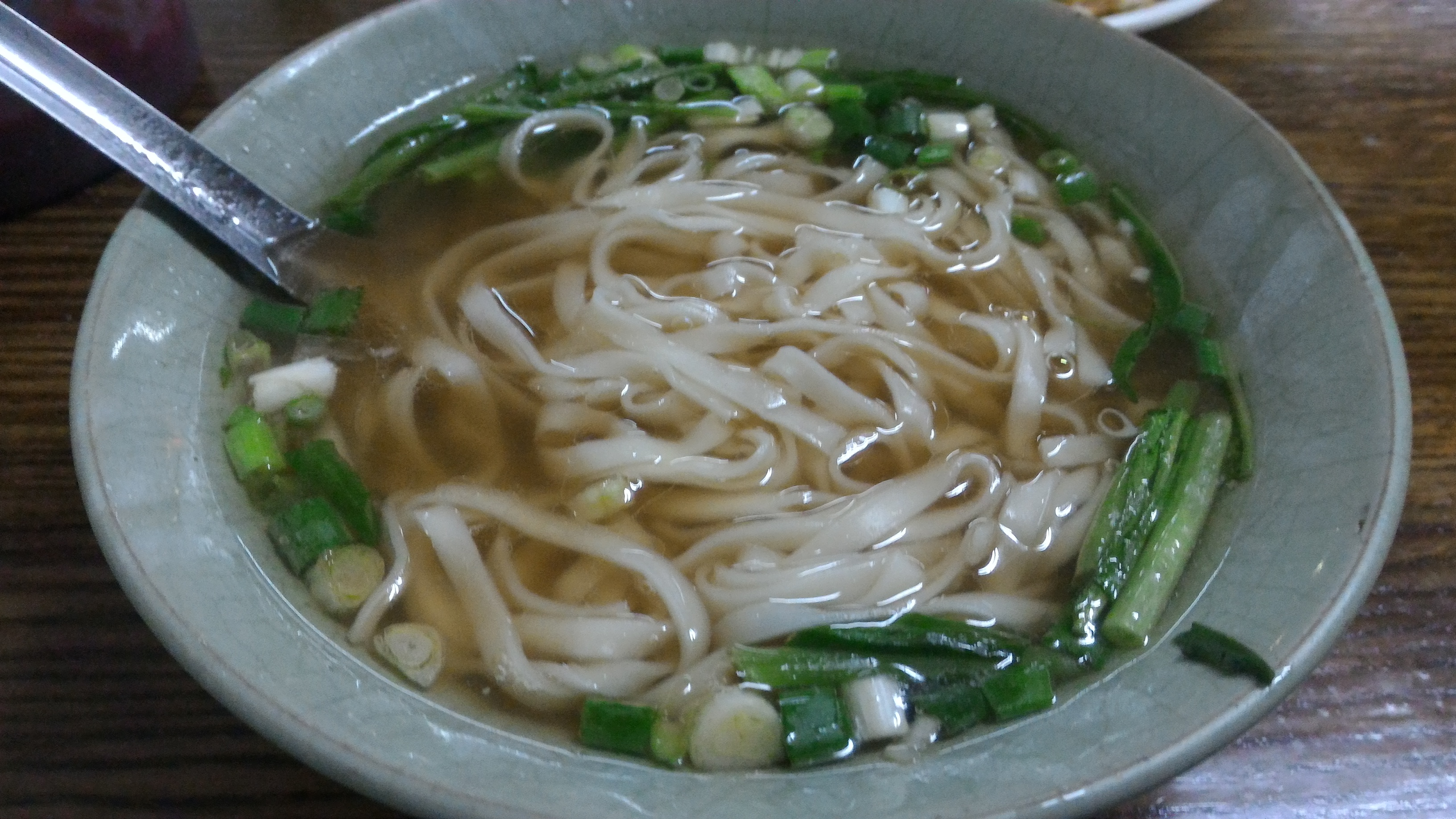

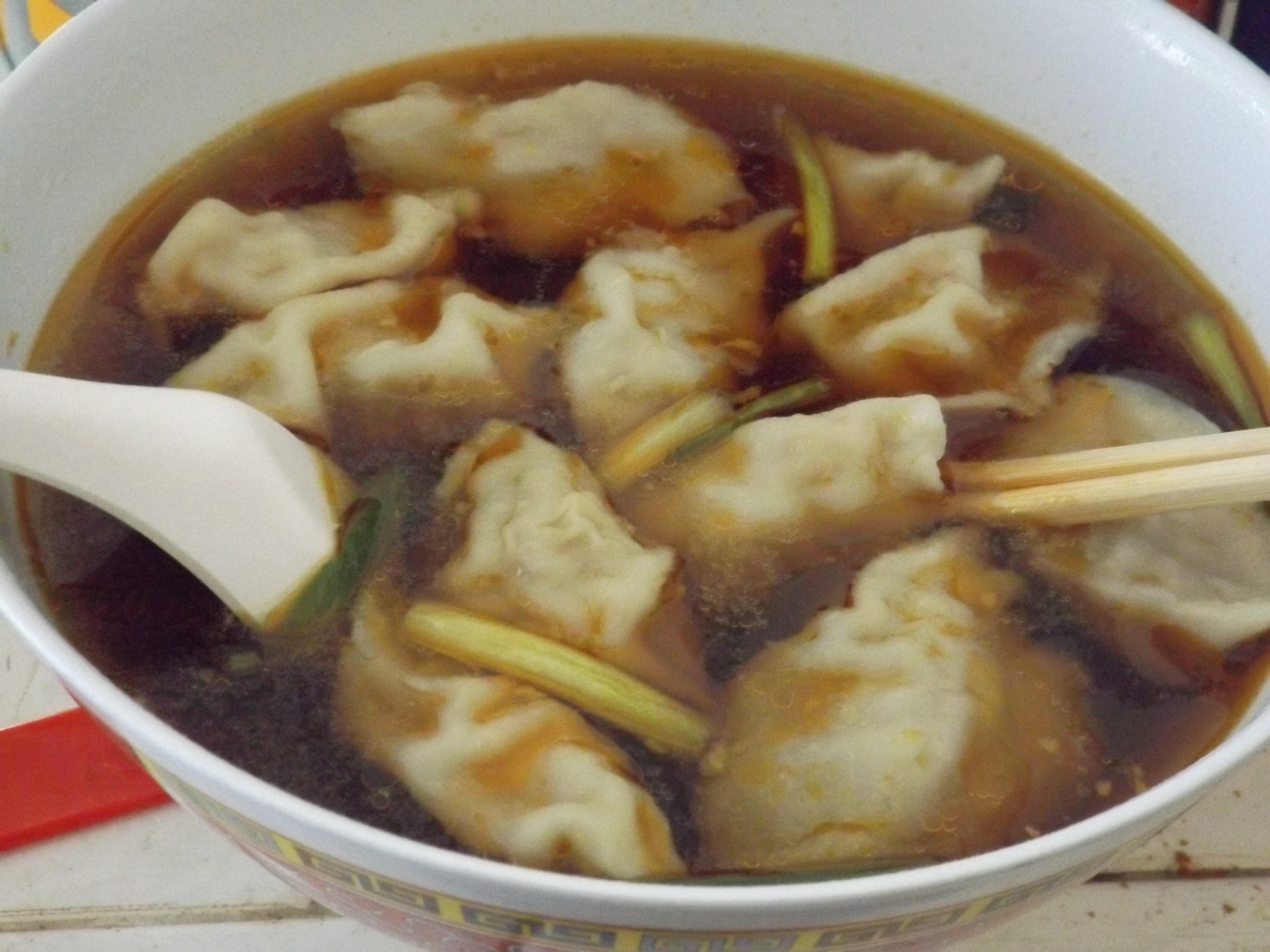
陽春湯餃

陽春麵，又稱光麵或清湯麵、白湯麵和上海麵，是指一種幾乎不加上任何配菜的湯麵或乾麵，常見於台灣與江苏、上海。便宜簡便是受歡迎的主因，煮法沒有規限，細如龍鬚麵或者粗如寬麵均可使用，通常僅以豬油、醬油調味。
「陽春」一詞的由來，據《辞海》釋：「農曆十月為小陽春，市井隱語逐以陽春代表十。」明人所著《五雜俎‧天》中云：「即天地之光，四月多寒，而十月多暖，有桃李生華者，俗謂之小陽春。」據此可見，農曆十月的別稱為小陽春，故又更進一步地引申陽春為十數之意。而陽春麵剛上市之時，價格正好是十分錢一碗，好事者遂將這十分錢一碗的光麵冠以陽春麵美名，取其十分錢與農曆十月皆為十數之故。
另一種使用餃子代替麵條再加上蝦米皮的料理稱為陽春湯餃。

## 延伸閱讀
- 中国面条
- 苏式汤面